# Corolla (slak)
Corolla is een geslacht van weekdieren uit de klasse van de Gastropoda (slakken).

## Soorten
- Corolla calceola (A. E. Verrill, 1880)
- Corolla chrysosticta (Troschel, 1854)
- Corolla cupula Rampal, 1996
- Corolla intermedia (Tesch, 1903)
- Corolla ovata (Quoy & Gaimard, 1833)
- Corolla spectabilis Dall, 1871